# Elvis (1956)
| Recensione                    | Giudizio |
| ----------------------------- | -------- |
| AllMusic                      | [ 2 ]    |
| Encyclopedia of Popular Music | [ 3 ]    |
| MusicHound                    | [ 4 ]    |
| The Rolling Stone Album Guide | [ 5 ]    |
| Rough Guides                  | [ 6 ]    |

Elvis è il secondo album discografico di Elvis Presley, pubblicato nel 1956 negli Stati Uniti. Raggiunse il primo posto nelle classifiche americane e vinse il disco di platino della RIAA.

## Descrizione
Il dirigente della RCA Steve Sholes commissionò due nuove canzoni per Elvis, Paralyzed a Otis Blackwell, e Love Me a Jerry Leiber e Mike Stoller, entrambi autori dei precedenti successi di Presley dell'estate 1956, Don't Be Cruel e Hound Dog che avevano spopolato in tutte e tre le maggiori classifiche dell'epoca: pop, R&B, e country. Presley decise di aggiungere a queste altre tre cover di brani di Little Richard e selezionò tre nuove ballate country rispettivamente opera di Boudleaux Bryant e del chitarrista Chet Atkins, di Stan Kesler, Aaron Schroeder e Ben Weisman, da inserire nell'album. Nel disco venne anche inclusa la canzone con la quale Presley aveva vinto il secondo premio a una fiera di Tupelo (Mississippi), quando aveva solo dieci anni, la ballata country del 1941 opera di Red Foley che narrava la storia di un cane morto, Old Shep.
Nessun produttore fu accreditato ufficialmente per l'album, lasciando supporre che sia stato lo stesso Presley a produrre il disco.

## Tracce[13]
Lato A
1. Rip It Up – 1:50 (Robert Blackwell e John Marascalco)
2. Love Me – 2:41 (Jerry Leiber e Mike Stoller)
3. When My Blue Moon Turns to Gold Again – 2:18 (Gene Sullivan e Wiley Walker)
4. Long Tall Sally – 1:51 (Robert Blackwell, Enotris Johnson e Richard Penniman)
5. First in Line – 3:21 (Aaron Schroeder e Ben Weisman)
6. Paralyzed – 2:18 (Otis Blackwell e Elvis Presley)

Lato B
1. So Glad You're Mine – 2:18 (Arthur Crudup)
2. Old Shep – 4:10 (Red Foley)
3. Ready Teddy – 1:55 (Robert Blackwell e John Marascalco)
4. Anyplace Is Paradise – 2:26 (Joe Thomas)
5. How's the World Treating You? – 2:23 (Chet Atkins e Boudleaux Bryant)
6. How Do You Think I Feel – 2:10 (Webb Pierce e Wiley Walker)

## Accoglienza
Il disco passò quattro settimane al primo posto della classifica di Billboard confermando l'enorme successo dell'album precedente.

## Edizioni
In Gran Bretagna l'album venne pubblicato con il titolo Rock 'n' Roll No 2 e raggiunse la prima posizione nella Official Albums Chart. In Italia l'album verrà distribuito solo a partire dal 1974.

## Formazione
- Elvis Presley – voce, chitarra, pianoforte
- Scotty Moore – chitarra
- Shorty Long – pianoforte
- Gordon Stoker - pianoforte
- Bill Black – contrabbasso
- D. J. Fontana – batteria
- The Jordanaires - cori